# Jeskyně Lung-men
Jeskyně Lung-men /Longman Grottoes/ se nachází 12 km jižně od města Luo-jang /Luoyang/, v čínské provincii Che-nan, podél dvou hor: Siang /Xiangshan/ (na východě) a Lung-men /Longmenshan/ (směrem na západ). Díky řece Ji /Yi/, protékající mezi nimi a vytvářející tak přirozenou přístupovou cestu, bývala oblast nazývána Ji Ke /Yique/, „brána na řece Ji /Yi/“. Spolu s jeskyněmi Mo-kao a jeskynním komplexem Jün-kang /Yungang/, jsou jeskyně Lung-men jedny ze tří nejslavnějších starověkých sochařských nalezišť v Číně. Oblast byla zapsána do Seznamu světového dědictví UNESCO v listopadu 2000.

## Historie až do dnes
Unikátní soubor náboženských skulptur v Longmenských jeskyních začal vznikat v období mezi dynastií Severní Wej a Tchang, vznikaly po čtyři staletí a to od r. 493 po Kr., kdy se po Ta-tchungu /Datangu/ stal hlavním městem Luo-jang /Luoyang/. Rozšiřování lokality náhle zamezily protibuddhistické čistky. Smutný počet bezhlavých soch – důsledek vandalismu a krádeží – navozuje ponurou atmosféru. Ačkoliv jsou jeskyně v Lung-menu v celkem dobrém stavu, i ony trpí poškozením z přirozených příčin, jako je kupříkladu eroze a řáděním vandalů. Nedávný průmyslový rozvoj v oblasti Luo-jangu s sebou nese další rizika – kyselý déšť a výfukové plyny. Nicméně Číňané si uvědomují, že se jejich národní kulturní dědictví octlo v ohrožení, a tak centrální i místní vláda podnikají radikální záchranné kroky. Představitelé rozhodli o vystěhování lidí žijících v oblasti Lung-menu a hodlají přestavět příjezdovou silnicí tak, aby došlo k omezení vibrací a prachu, vířeného motorovými vozidly.

## Citace legend jednoho z průvodců v Lung-menu
„V době vlády dynastie Sui /Suej/ na začátku 7. století n. l. navštívil tehdejší císař Jang-ti jeskyně Lung-men a když zjistil, o jak posvátné místo jde, podivil se, proč tu staří Číňané nepostavili žádnou osadu, žádnou obec. Jeho ministři, ve snaze se mu zalíbit, odpověděli, že se čekalo až na něho. Panovník byl více než potěšen a založil město, které dalo jméno i samotným jeskyním,“ vypráví jednu z legend.
„Císařovna Wu Ce-tchien, vůbec jediná ženská panovnice v čínské historii, byla pohledem na všechny ty bůžky, sedící i stojící, mnohdy i barevně provedené, tak unesena, že ihned požádala spisovatele, aby o nich napsaly verše. A za ty nejkrásnější slíbila odměnu v podobě zlatem vyšívaného roucha,“ dozvídáme se další ze starých příběhů. A nejlépe se prý hledala slova k popisu jeskyně Wan-fo. „Vidíte tu zpěváky spolu s rozmanitými hudebními nástroji i tanečnice, které se lehce a s půvabem pohybují v rytmu hudby. Celé sochařské dílo vytvořilo velmi živou a radostnou atmosféru,“ dodává průvodce.

## Statistiky
Číst si v seznamu jeskyní v Lung-menu je jako listovat Guinnessovou knihou rekordů. Podle Longmen Caves Research Institutu, zde nalezneme 2345 jeskyní a výklenků, které jsou soustředěny na přibližně kilometru dlouhém úseku na pravém břehu řeky Ji /Yi/. Dále zde nalezneme více než 3600 kamenných desek posetých nápisy nevyčíslitelné hodnoty, jež se vztahují k historii starověké Číny, 43 pagod a přes 100 000 zpodobněnin Buddhy velkých od 2,5 cm do více než 17 m. 30% jeskyní se datuje do období dynastie Severní Wei, 60% do dynastie Tang a zbytek do ostatních období.

 

## Dynastie a některé jeskyně

### Severní Wej/Wei/(386–534 po Kr.[6])
jeskyně Guyang
Je nejstarší jeskyní v Lung-menu. Byla vykopána v letech 495–575 a odkryta jako první. Obsahuje nádherné ukázky umění Západní Wej, Buddhu meditujícího na oltáři s dvěma lvy u nohou, zajímavé sochy, malby a 19 z 20 zdejších nápisů.
střední Binyangská jeskyně
Jeskyně měří 12 x 11 m a je 9 m vysoká.
jeskyně Lotosového květu /Lian Hua/
Tato zachovalá jeskyně byla vyhloubena přibližně v roce 527 a její význam tkví v tom, že vznikla najednou jako celek a nebyla v dalších letech upravována. Název obdržela podle lotosového květu uprostřed klenutého stropu, obklopeného nebeskými nymfami – apsarami.

### Sui /Suej/ (581–618 po Kr.[6])
jižní Binyangská jeskyně
Můžeme zde obdivovat několik krásných plastik z roku 641. Postavy vynikají klidným výrazem, a jasně prozrazují pozvolný přechod mezi vážným, strohým uměleckým stylem dynastie Severní Wei a živým naturalismem doby Tang, jak lze vidět ve Fengxiansi.

### Tang/Tchang/ (618–907 po Kr.[6])
jeskyně Fengxiansi /Feng Šian-Si/
Je to nejvelkolepější, největší, na západním břehu ležící jeskyně, postavená mezi lety 672 a 675. Po jejím dokončení byla nad nejvyššími sochami, 17 m vysokým Buddhou s dvěma žáky a dvěma bódhisattvy po stranách, vztyčena střecha. V souladu s tradicí obrovská socha představuje soulad morální integrity, elegance a poklidu. Přízemnější vysvětlení tvrdí, že socha nese podobu císařovny Wu Ce-tchien a z toho důvodu se jí říká „Venuše Východu“.
jeskyně Deseti tisíc Buddhů /Wan-fo/
Tato počtem v ní spodobněných Buddhů významná jeskyně je z roku 680 a představuje typickou jeskyni z doby dynastie Tang. Ačkoliv se jí říká „Jeskyně 10 000 Buddhů“, ve skutečnosti je jich na severní a jižní stěně 15 000, zatímco do zadní stěny je vytesáno 54 lotosových květů s bódhisattvou na každém z nich.
jeskyně Hidden Stream Temple
Datuje se do 650–683 po Kr.
severní Binyangská jeskyně
Všechny tři Binyangské jeskyně se tesaly 24 let a na práci se údajně podílelo 800 lidí. Vznikly mezi lety 500 až 523 na památku císaře Suej Wen-ti a jeho ženy. Hlavní stěnu zdobí pět obrovských buddhistických plastik (nejvyšší 8 m) – po stranách ústřední postavy Šákjamuniho spatříte čtyři bódhisattvy v asketickém a poměrně formálním stylu období dynastie Severní Wei. Spolu se sochami na bočních stěnách symbolizují tato tři seskupení Buddhu minulosti, současnosti a budoucnosti. Kdysi zde nechyběly také dva rozměrné reliéfy císaře a císařovny uctívajících Buddhu, avšak v 30. letech minulého století byly uloupeny a dnes o ně pečují muzea v USA.

## Návštěva
Oblast Lung-men je pro veřejnost otevřena. Ačkoliv do jeskyní nelze vstoupit, většinu uměleckého díla je z vnějšku možné vidět. Standardní lístky stojí 120 čínských jüanů. Za polovinu ceny (60 jüanů) jsou lístky k dispozici pro řádné čínské studenty, zahraniční studenti nemusí k obdržení slevy užívat studentské karty. Lidé staří mezi 60 a 69 lety (z Číny, Tchaj-wanu, Hongkongu a Macaa) platí také poloviční cenu. Pro děti pod 1,4 metru a pro postarší návštěvníky věku 70 a víc (z Číny, Tchaj-wanu, Hongkongu a Macaa) je vstup volný.[zdroj?]